# Casarão Bayer
O Casarão Bayer foi construído no final do século XIX, a pedido de Benjamin Gallotti. Localiza-se na cidade de Tijucas, no estado de Santa Catarina. É um patrimônio histórico tombado pelo Fundação Catarinense de Cultura (FCC), na data de 21 de novembro de 2002, sob o processo de nº 219/2000.
Atualmente sedia o Instituto Mathilde Bayer.

## História
Logo após sua construção, João Bayer comprou a propriedade para abrigar uma hospedaria. Na década de 1940, o casarão passou a ser de propriedade de Jairo Bayer, que fez do primeiro pavimento um comércio e sua residência no pavimento superior. Em 2003, passou a sediar o Instituto Mathilde Bayer.

## Arquitetura
A edificação foi construída com dois pavimentos e um sótão. Na fachada principal, o primeiro pavimento possui três postas e duas janelas, o pavimento superior possui quatro janelas e uma porta que dá acesso a um balcão balaustrado e no sótão, um frontão triangular com cimalha. Todos os vãos das portas e janelas possuem vergas em arco na parte superior e possui ornamentação em massa. O telhado, de duas águas, foi coberto com telhas francesas. O imóvel passou por restauro em 2012.